# 배트맨: 케이프드 크루세이더
《배트맨: 케이프드 크루세이더》(Batman: Caped Crusader)는 프라임 비디오에서 2024년 8월 1일부터 방영하는 DC 코믹스 배트맨의 애니메이션 작품이다. 제목인 케이프드 크루세이더는 망토를 쓴 크루세이더란 뜻으로, 다크 나이트와 함께 흔히 불리는 배트맨의 이명(異名)이다. 1940년대에서 1960년대 사이의 미국을 배경으로 하고 있다.

## 제작
DC 애니메이션 시리즈와 배트맨 TAS를 제작한 브루스 팀이 제작을 맡았고, 영화 및 텔레비전 드라마 제작자인 J. J. 에이브럼스도 책임 프로듀서로 참여하였다.